# Zostérops du Cameroun
Zosterops melanocephalus
Espèce
Synonymes
Speirops melanocephalus
Statut de conservation UICN

 VU D2 : Vulnérable
Le Zostérops du Cameroun (Zosterops melanocephalus anciennement Speirops melanocephalus) est une espèce de passereau de la famille des Zostéropidés. Il est endémique des forêts sur les pentes du Mont Cameroun, et reste encore assez mal connu.

## Dénomination
Le nom Zostérops est issu du grec ζωστήρ (zoster) signifiant « ceinture » et ὤψ (ops) signifiant « œil », en référence au cercle blanc qui entoure habituellement les yeux des zostérops. Le qualificatif « du Cameroun » se réfère à son origine camerounaise, tandis que l'épithète melanocephalus vient du grec μέλας (mélas), « noir », et κεφᾰλή (kephalḗ), « tête ».

## Description
Le Zostérops du Cameroun mesure autour de 13 cm, pour un poids entre 9 et 12,5 g. Il a des couleurs globalement plutôt foncées, avec un tête brune très sombre, à l'exception du front qui est blanc et du cercle oculaire blanc caractéristique des zostérops, avec un iris brun, jaune ou gris. Son bec est également plutôt blanc ou jaunâtre, et ses jambes sont plutôt blanches. Son dos est brun, et ses dessus sont gris clair ; sa gorge est blanche. La femelle est identique au mâle.

## Répartition et habitat
Le Zostérops du Cameroun est endémique des pentes du Mont Cameroun, entre 1 800 et 3 000 m d'altitude. On le trouve dans les zones boisées plutôt ouvertes, et éventuellement la prairie à haute altitude.

## Écologie et comportement

### Alimentation
Il se nourrit principalement d'insectes, consommant également des baies ; il peut chercher sa nourriture aussi bien seul qu'en groupe, rejoignant éventuellement des volées mixtes d'alimentation. Il trouve principalement sa nourriture dans les étages supérieurs de la forêt.

### Reproduction
On en sait très peu sur la reproduction du Zostérops du Cameroun, si ce n'est qu'elle pourrait avoir lieu entre novembre et mars.

## Systématique
Le Zostérops du Cameroun a été décrit pour la première fois par George Robert Gray en 1862, avec une hésitation sur l'appartenance au genre Speirops (aujourd'hui non reconnu) ou Zosterops. Il a par la suite était longtemps classé dans le genre Speirops, jusqu'à l'abandon de celui-ci à la suite d'une étude phylogénétique en 2011, qui montre que les espèces "aberrantes" classées comme Steirops ont en réalité des origines différents, mélangées aux autres zostérops. En particulier, le Zostérops du Cameroun aurait divergé de ses cousins il y a environ 3 millions d'années ; les espèces les plus proches sont les autres zostérops du golfe de Guinée, à savoir le Zostérops forestier et le Zostérops de Fernando Po.
Il est actuellement considéré comme une espèce monotypique dans la classification de référence du Congrès ornithologique international (10 avril 2024).

## Le Zostérops du Cameroun et l'humain

### Conservation
Le Zostérops du Cameroun est considéré comme une espèce « vulnérable » par l'UICN (10 avril 2024), en raison de sa très petite aire de répartition, bien qu'il soit localement commun.